# サパレヴァ・バニャ
座標: 北緯42度17分 東経23度16分 / 北緯42.283度 東経23.267度

サパレヴァ・バニャ
Сапарева баняサパレヴァ・バニャ ブルガリア内のサパレヴァ・バニャの位置

サパレヴァ・バニャ（ブルガリア語: Сапарѐва ба̀ня / Sapareva Banya）はブルガリア西部の町、およびそれを中心とした基礎自治体。キュステンディル州に属する。

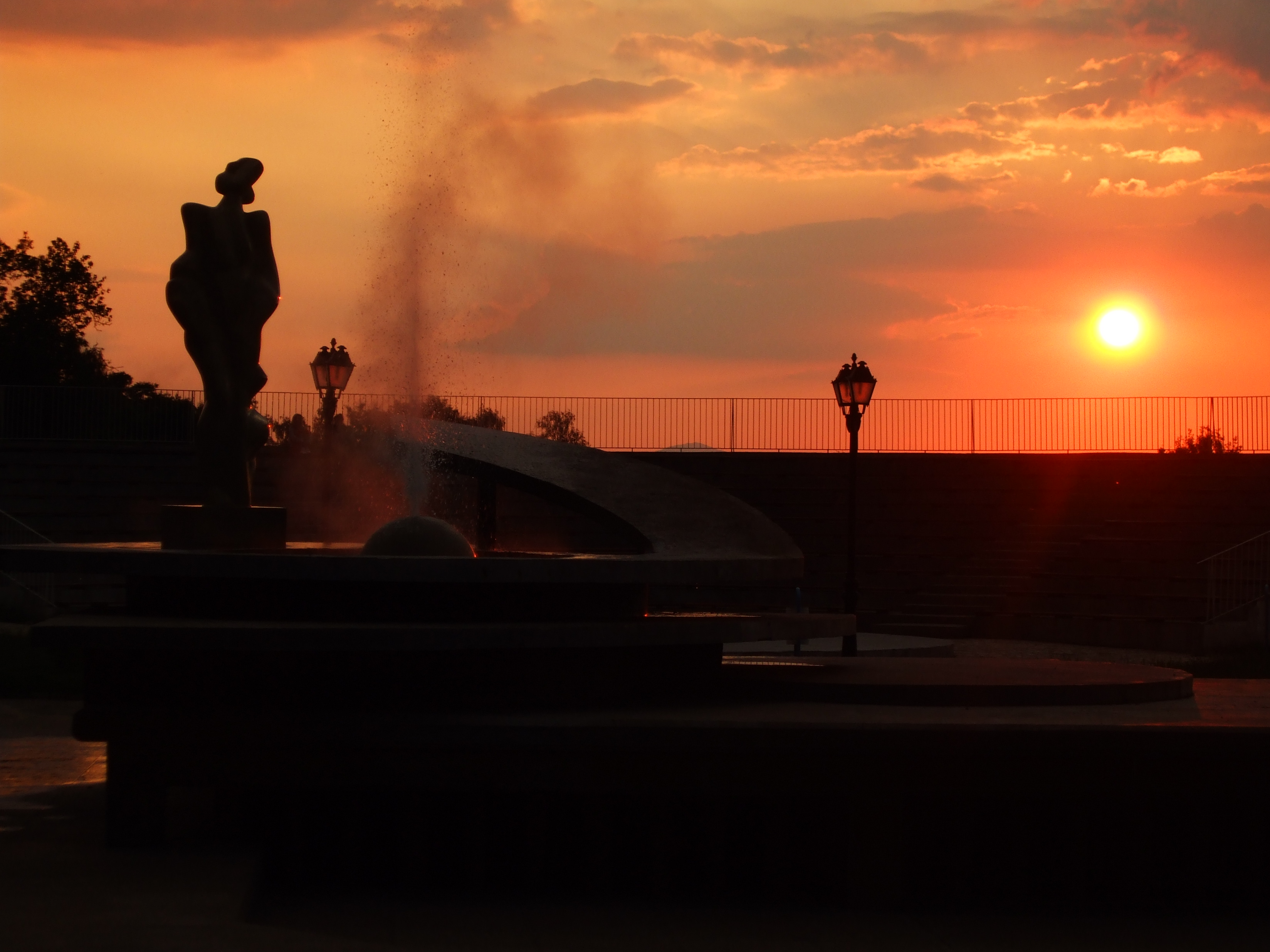
サパレヴァ・バニャの間欠泉

リラ山の北のふもとに位置し、ドゥプニツァから東に15キロメートルである。サパレヴァ・バニャは、山から湧き出る摂氏103度の温泉と、1957年以降町の中心で見られる間欠泉で知られている。
サパレヴァ・バニャの町には、12世紀から13世紀にかけての聖ニコライ聖堂や、18世紀のブルガリア民族復興期の聖ゲオルギ聖堂、40人の聖殉教者聖堂がある。
かつてのビザンティンの町ゲルマネ（Germane）あるいはゲルマニア（Germania）はかつてこの地方にあった。この町は、ビザンティン帝国の将軍ベリサリウスの出生地であった。

## ギャラリー

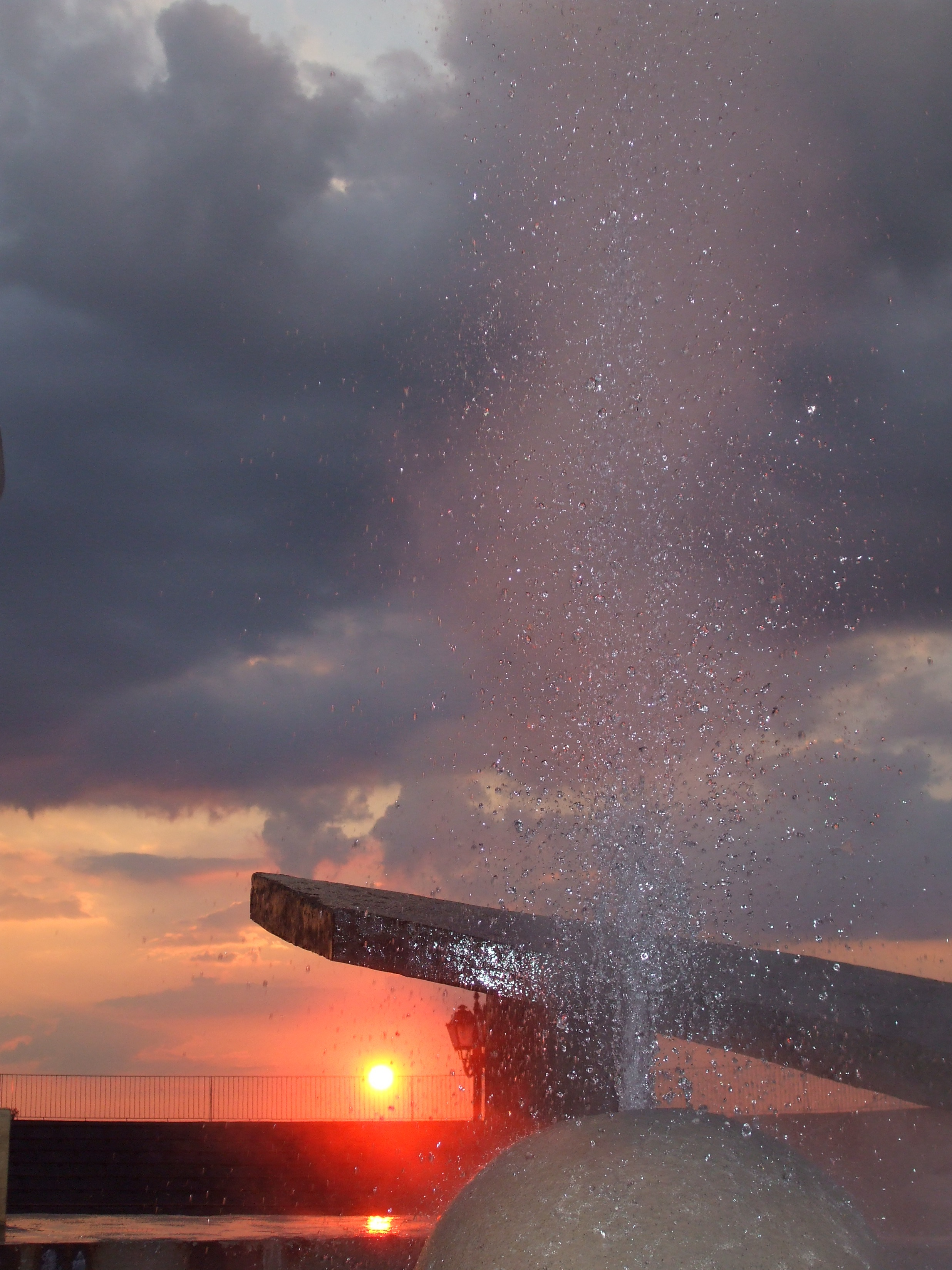
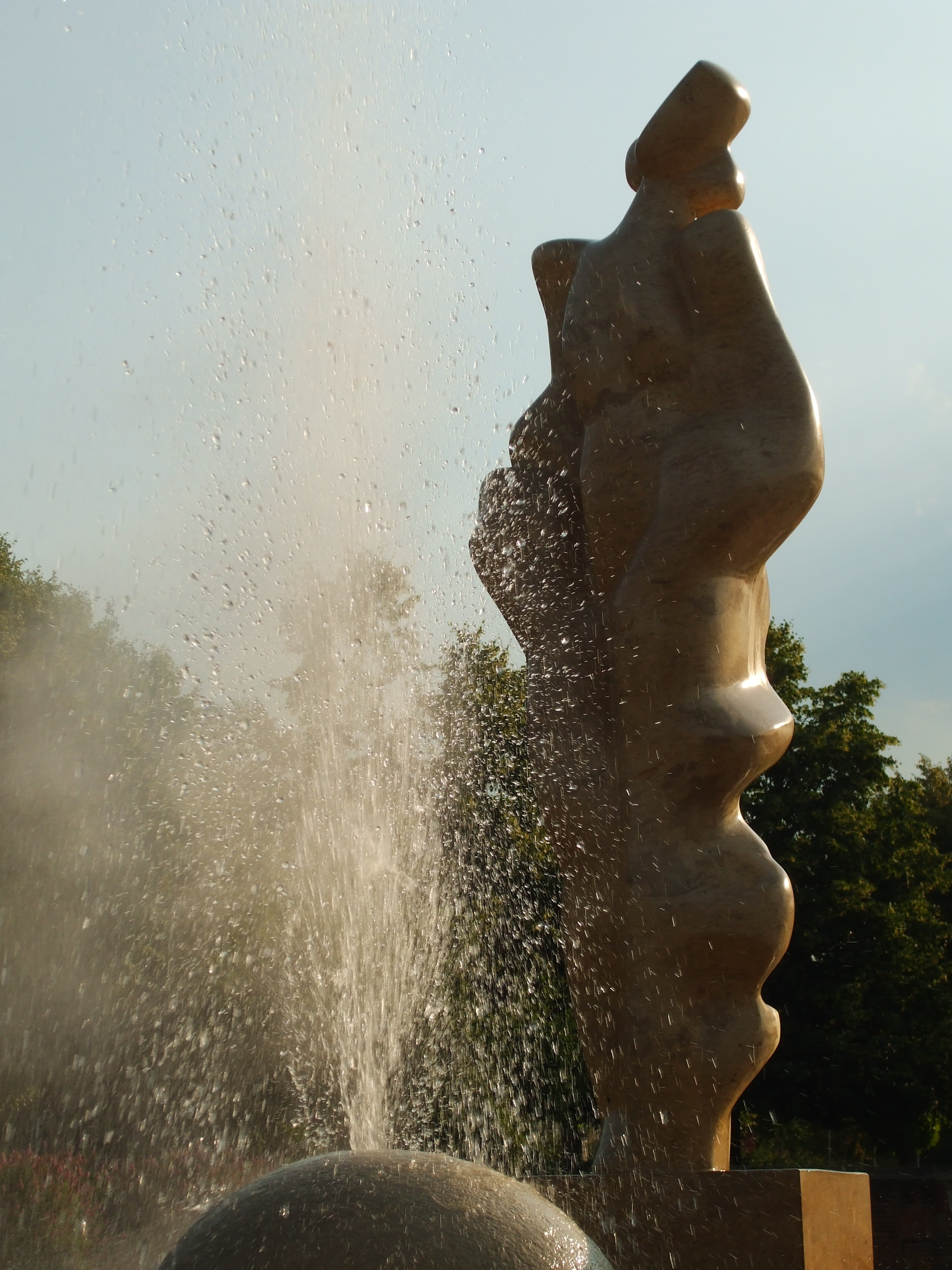
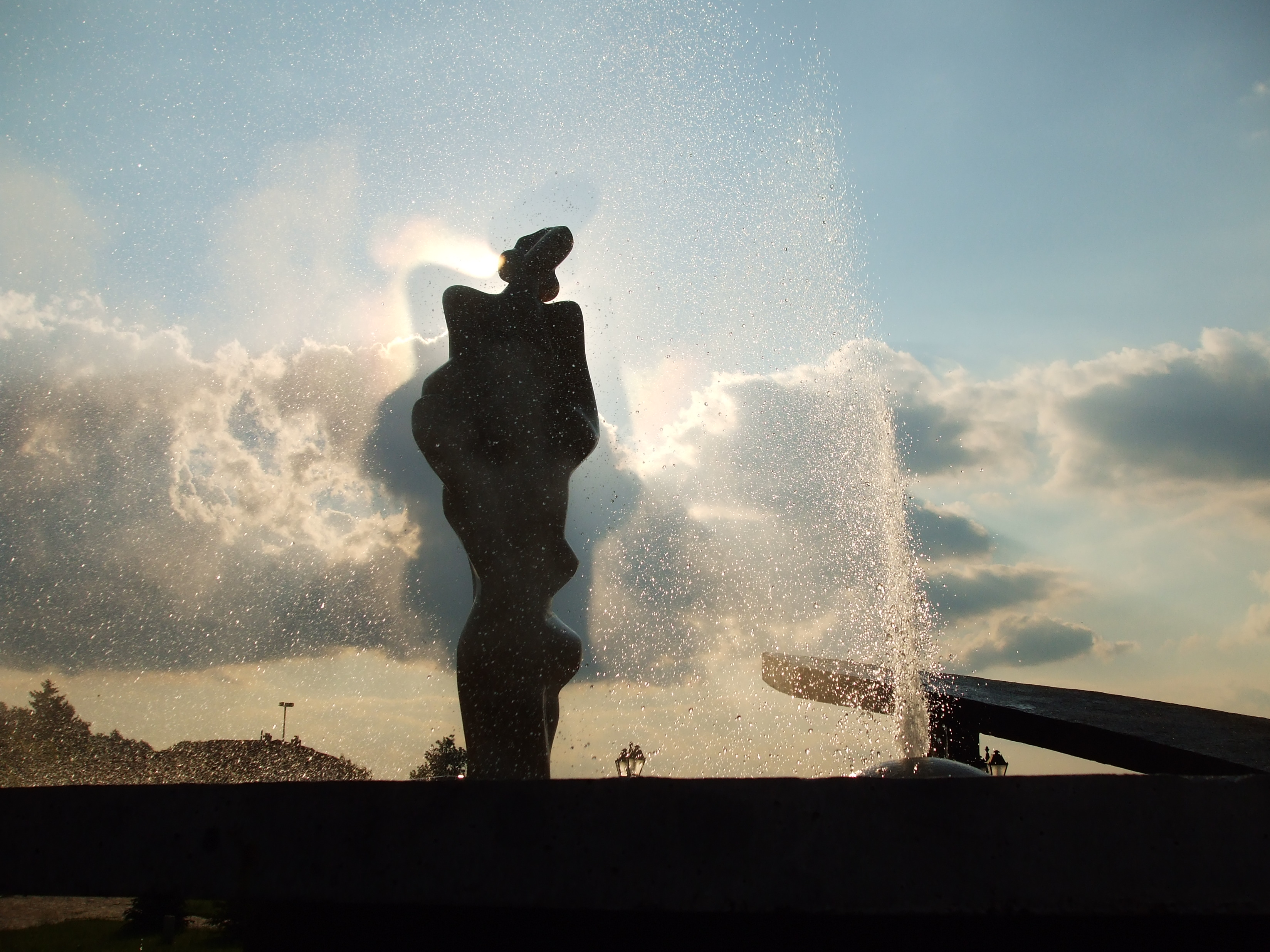
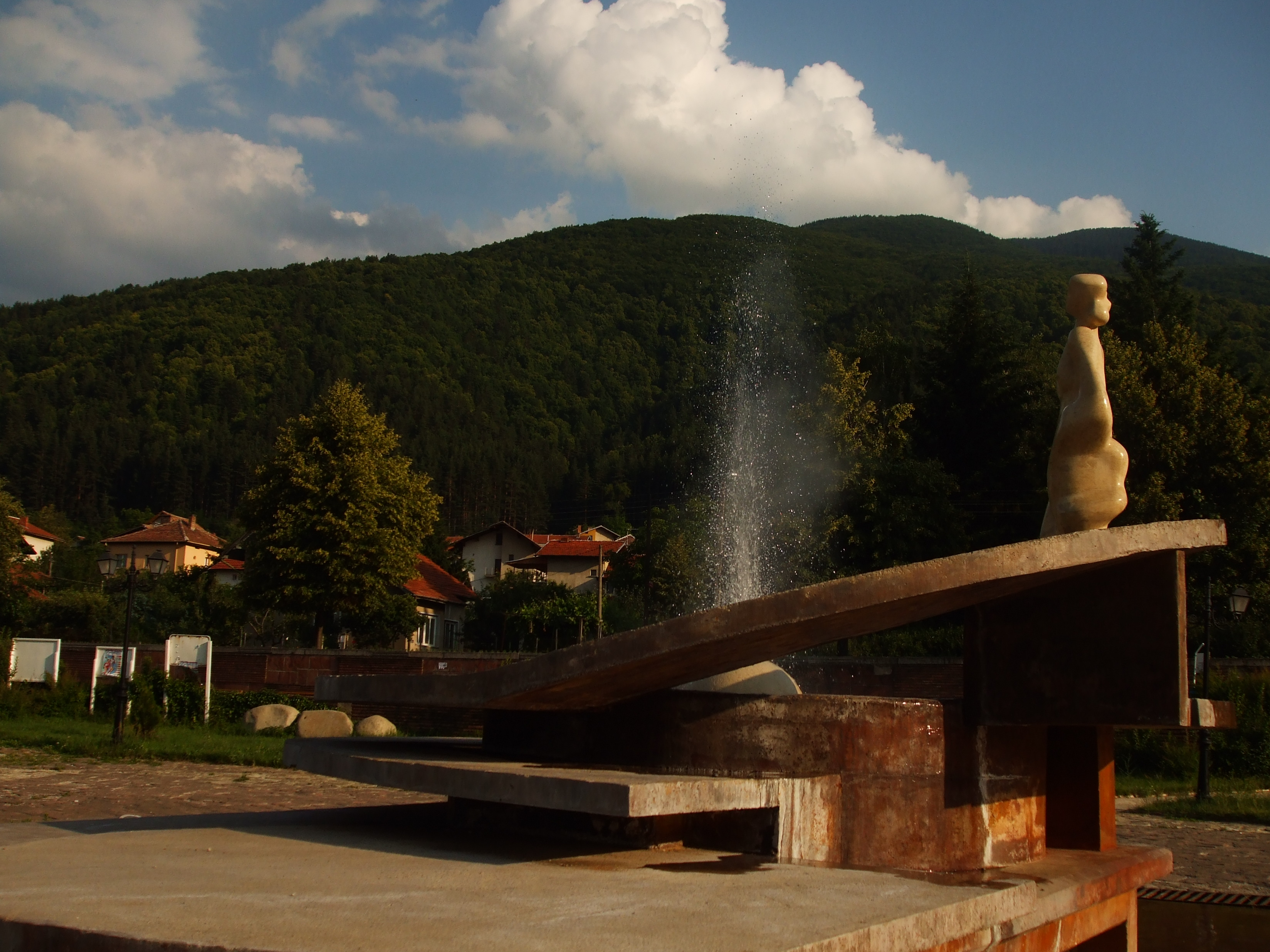
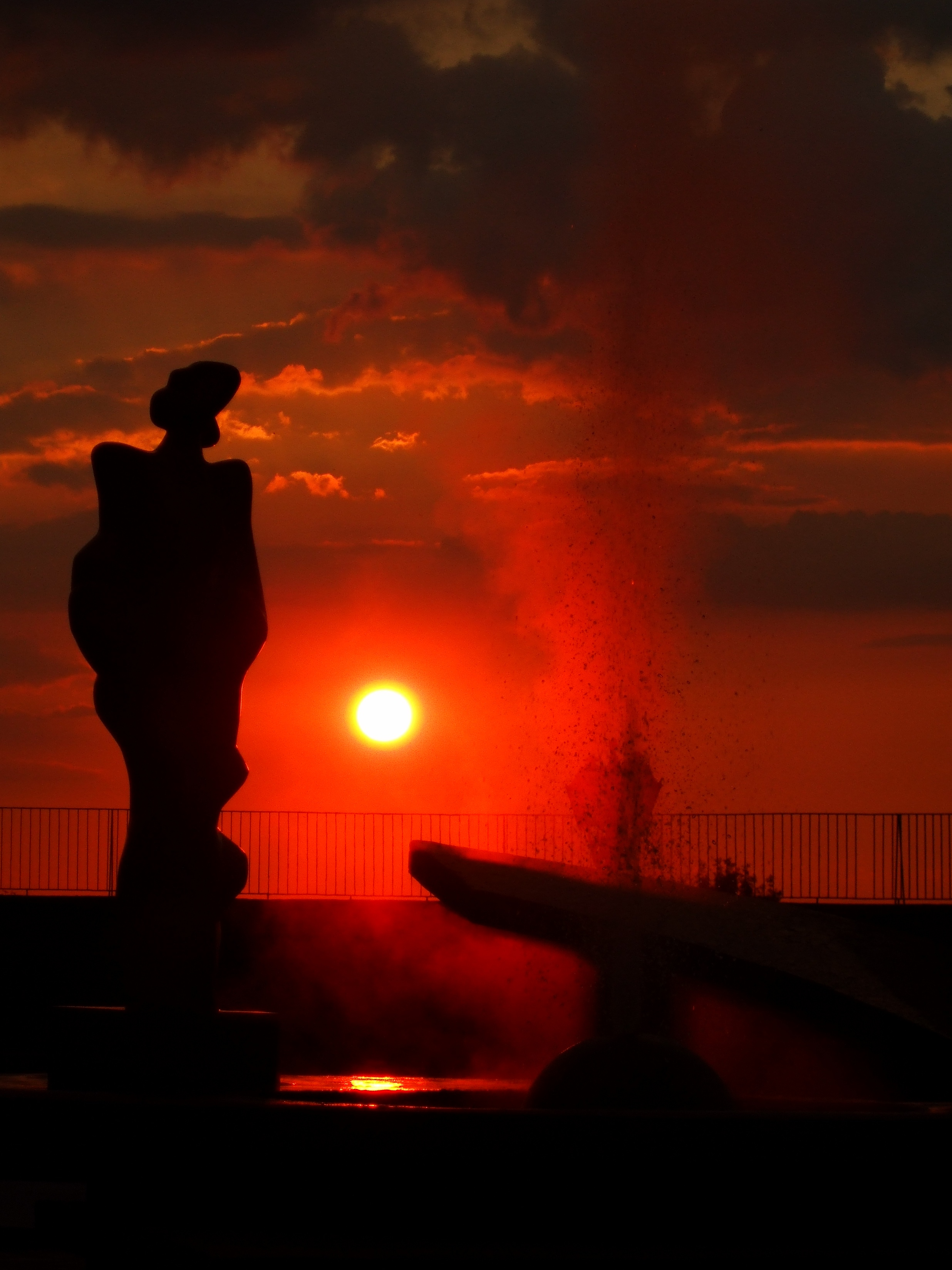

## 町村
サパレヴァ・バニャ基礎自治体（Община Сапарева баня）には、その中心であるサパレヴァ・バニャをはじめ、以下の町村（集落）が存在している。
- Овчарци
- Ресилово

- Сапарева баня
- Сапарево